# Dampierre-sous-Bouhy
Dampierre-sous-Bouhy település Franciaországban, Nièvre megyében. Lakosainak száma 456 fő (2022. január 1.). Dampierre-sous-Bouhy Bitry, Bouhy, Saint-Amand-en-Puisaye, Ciez és Treigny-Perreuse-Sainte-Colombe községekkel határos.

## Népesség
A település népességének változása:
| Lakosok száma | 468  | 462  | 465  | 457  | 453  | 448  | 444  | 448  | 456  |
|               | 2013 | 2015 | 2016 | 2017 | 2018 | 2019 | 2020 | 2021 | 2022 |